# Río Ordunte
El río Ordunte es un afluente del río Cadagua, que discurre de este a oeste por el norte de la península ibérica en la provincia de Burgos en España, con un recorrido de 22 km.

## Curso
Su origen es el manantial de Puente de los Llanos, situado en la sierra de Ordunte, en Merindad de Montija, entre los cerros Zalama y "El Cabrio". Pasa por Campillo de Mena, Burceña y Ribota de Ordunte. Desemboca en el río Cadagua, por su margen izquierda, en la localidad de Nava de Ordunte, cerca de la provincia de Vizcaya.
Los arroyos y ríos afluentes más importantes son: la Garma, Santiago, Las Torcas, Vallondo, Los Hoyuelos, Burceña y Alisal.

## Embalse
De este río, así como del Cerneja, el Ministerio de Fomento, otorgó en 1928 una concesión de agua a perpetuidad al Ayuntamiento de Bilbao con destino al abastecimiento de esta villa, esto fue posible gracias al proyecto de construcción redactado por el ingeniero de caminos Estanislao Herrán.

## Trasvase
El trasvase del Cerneja al embalse de Ordunte empezó en 1961 y el caudal medio trasvasado es de 160 l/s. La petición del aprovechamiento de aguas había sido solicitada por el alcalde de Bilbao, Federico Moyua Salazar, para utilizarlas, mediante la creación de un pantano en dicho río de 22.066.900 m³ de capacidad, que permitiera derivar 1.500 l/s, para el abastecimiento de agua potable a Bilbao.

## Etimología
Según el lingüista E. Bascuas, el topónimo Ordunte procedería de un tema hidronímico paleoeuropeo *or-d- / *Ur-d-, derivado de la raíz indoeuropea *er- 'fluir, moverse', incluyendo además el sufijo -nt-, frecuente en hidrónimos.